# Eugene de Blaas
Eugene de Blaas, também conhecido como  Eugene von Blaas ou Eugenio Blaas (Albano, 4 de julho de 1843 -  10 de fevereiro de 1932) foi um pintor italiano do chamado academicismo.
Seus pais eram Austríacos. Seu pai, Karl von Blaas (também pintor) foi seu professor. A família se mudou para Veneza, onde Karl foi lecionar na Academia de Veneza. Eugene frequentemente pintava paisagens de Veneza, mas também retratos e pinturas sacras.

## Trabalhos
Entre seus trabalhos estão La forma nuziale in sacrestia; La tombola in Campielo a Venezia; Una scena di burattini in un educanciatu; and La Ninetta. O crítico de arte Luigi Chirtani, quando as pinturas foram expostas, descreveu as como "Maravilhosa, lisonjeira, linda, acariciada, limpa, polida, lavadeira em uma pintura do Sr. Blaas, o retrato favorito dos grandes aristocratas venezianos, vestidas de cetim de gala, jóias brilhantes, penteados dos ricos."
Seus quadros coloridos e bastante teatrais da sociedade de Veneza, On the Balcony (1877; coleção privada), são um pouco diferentes comparados aos pastéis delicados e gravuras dos pátios, varandas e canais da Veneza moderna.
As pinturas de Eugene são expostas na Academia Real, Fine Art Society, New Gallery e galeria Arthur Tooth & Sons em Londres, não esquecendo do museu Walker Art Gallery em Liverpool.

## Algumas Obras

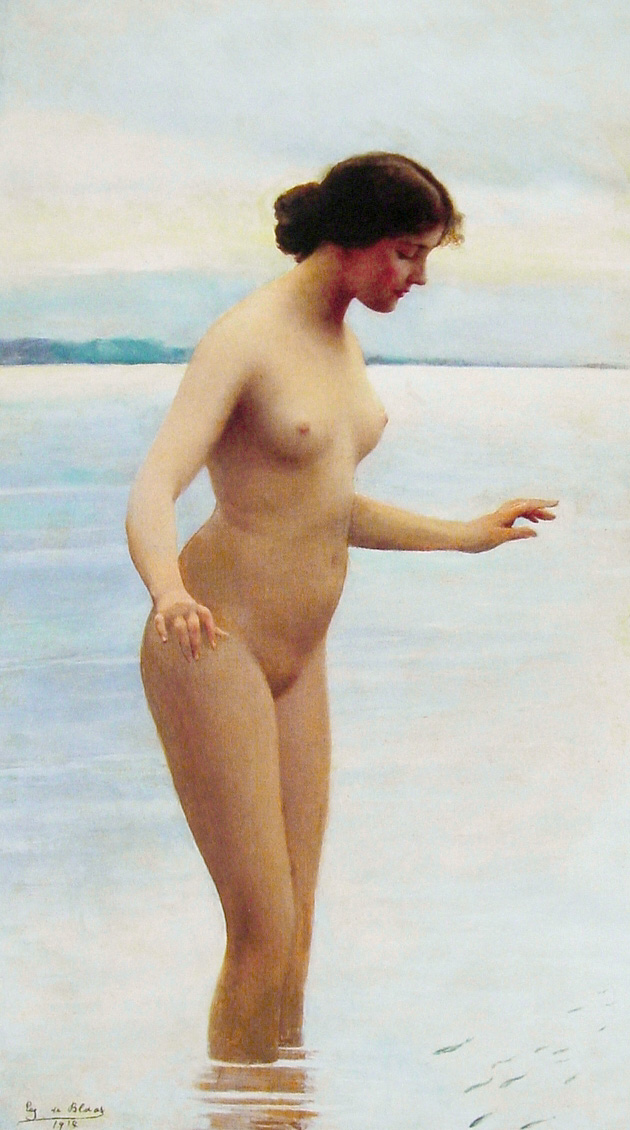
Na Água
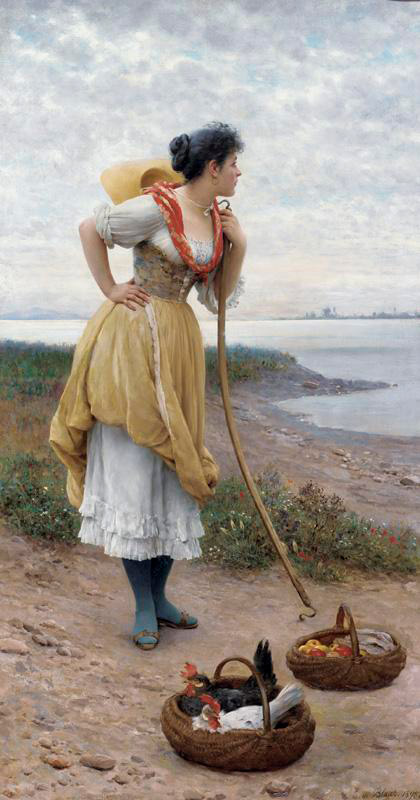
Devaneio
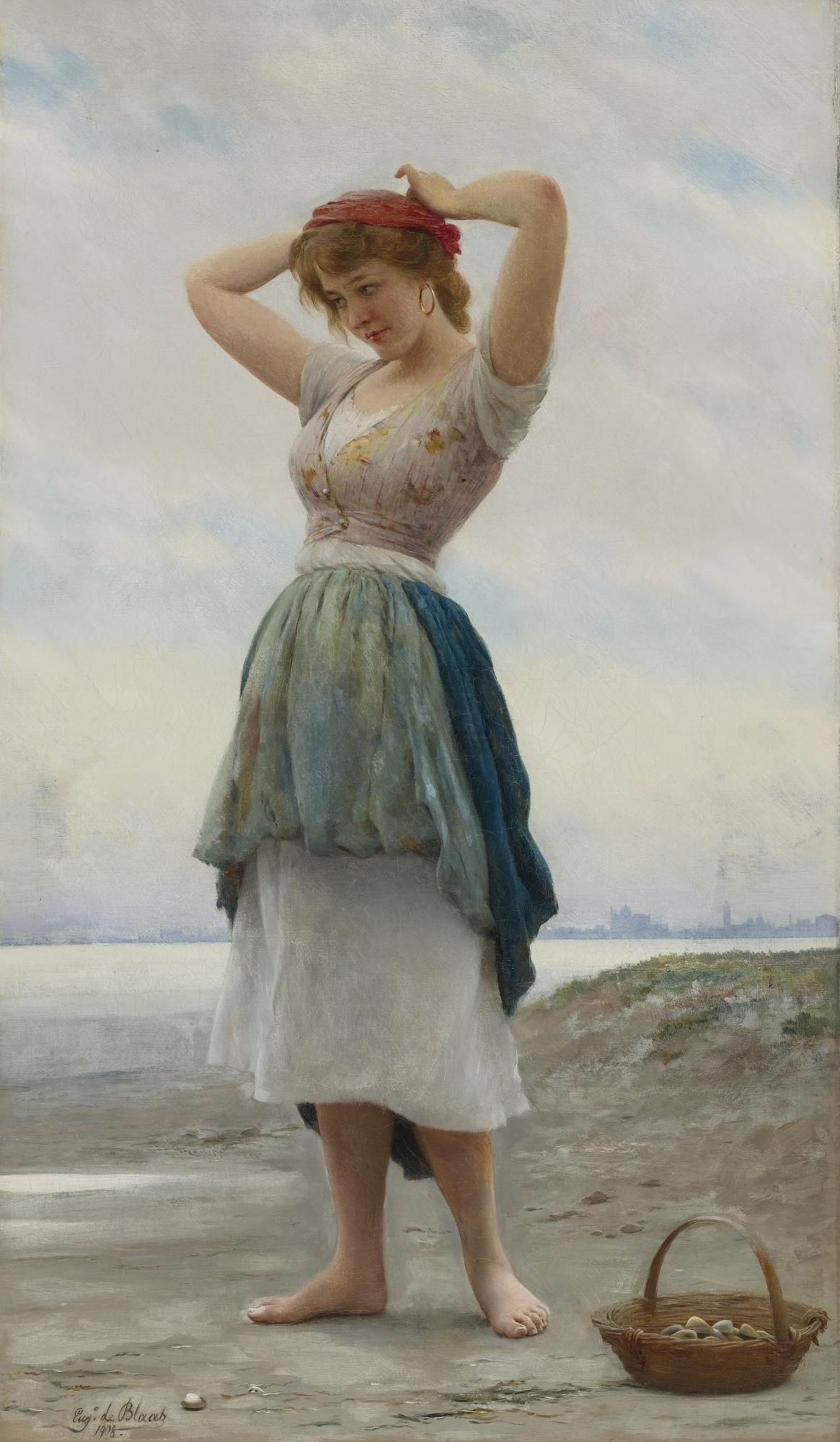
Na praia
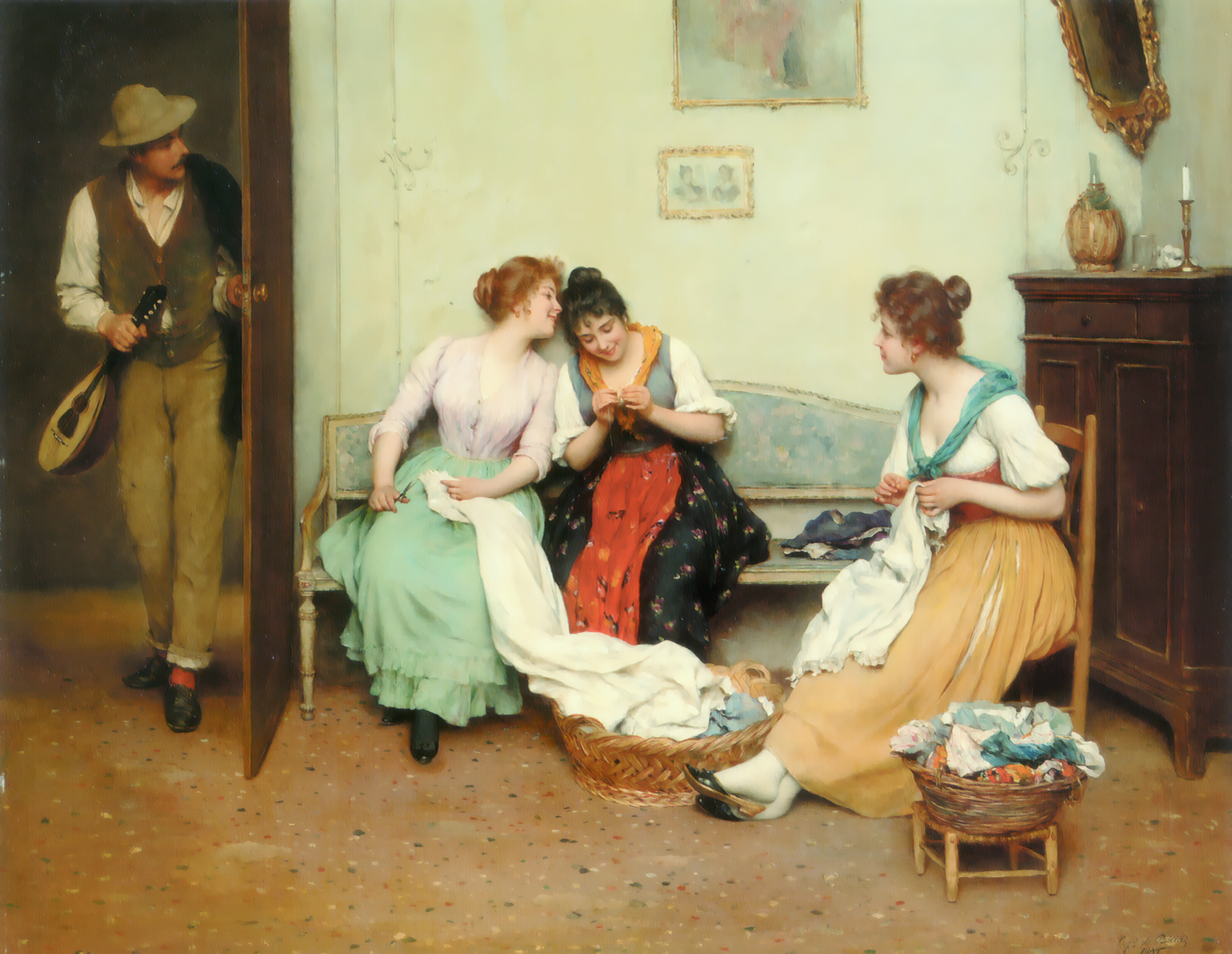
A Amigável Fofoca
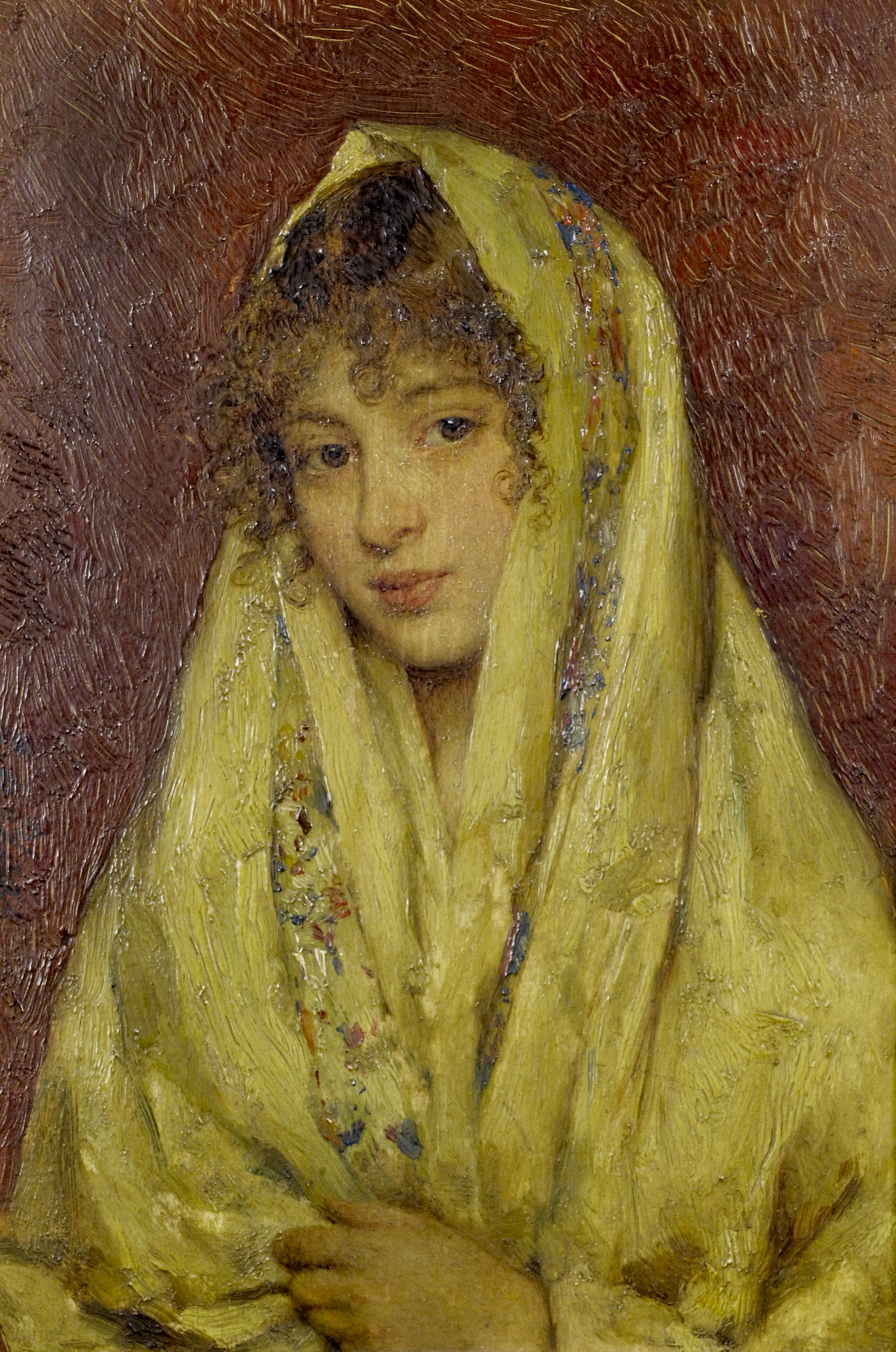
Garota em um Xale Amarelo
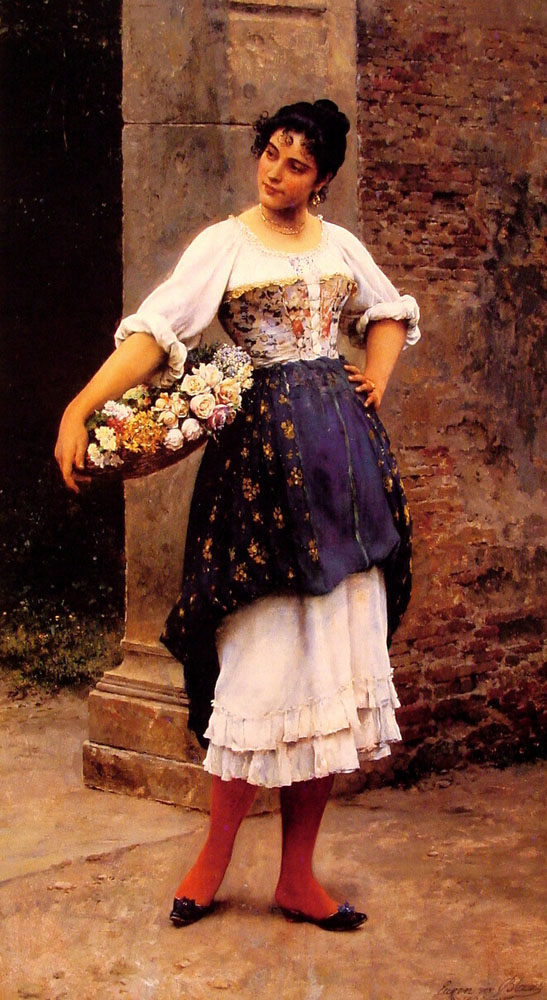
Vendedora de Flores Veneziana
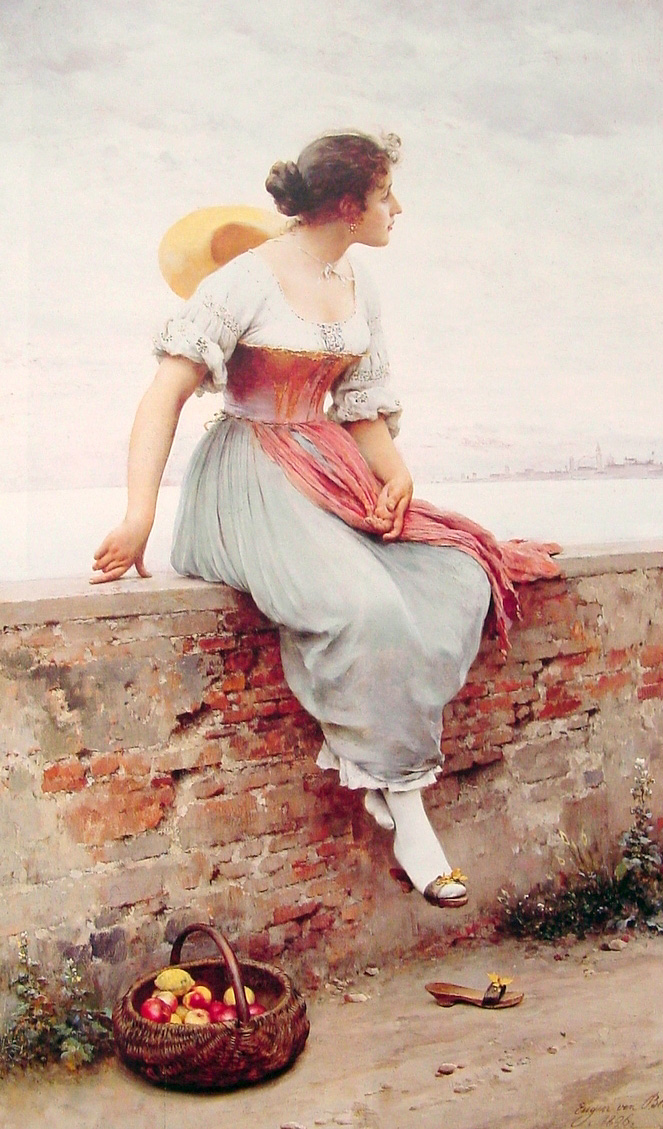
Um Momento de Reflexão
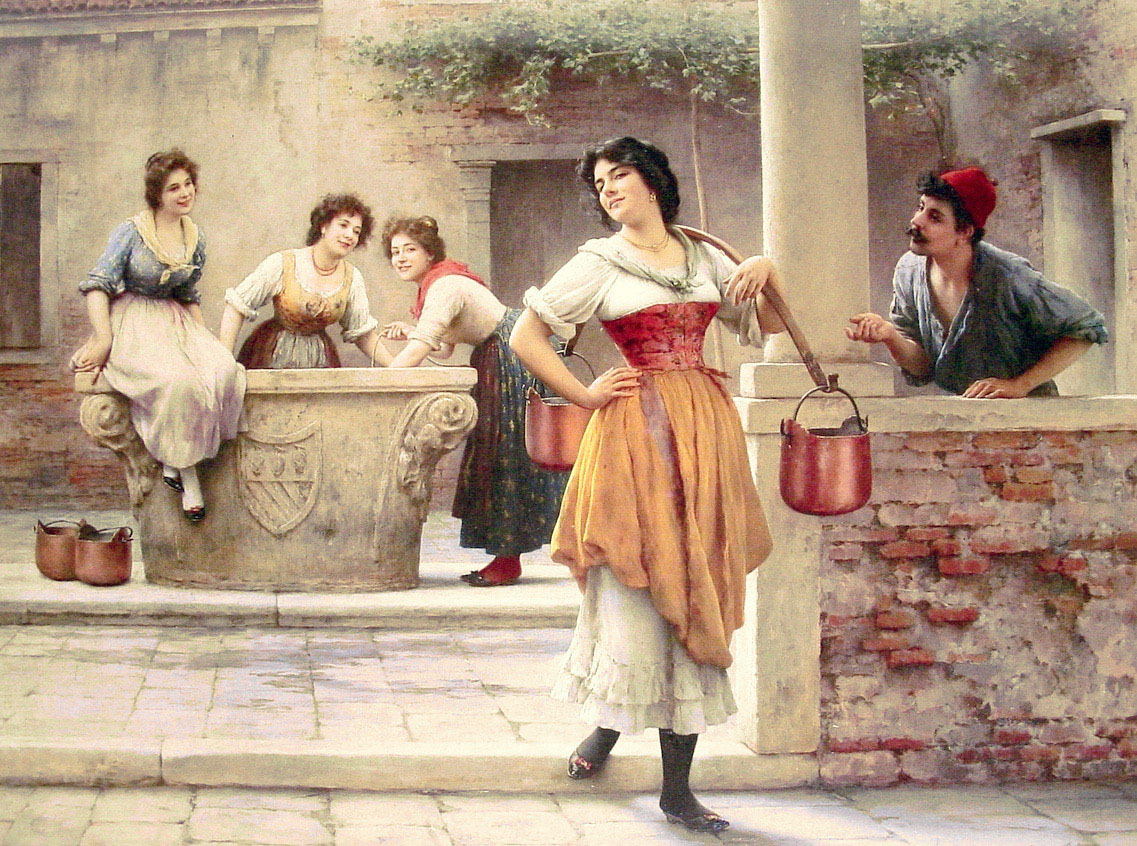
Flerte no Poço
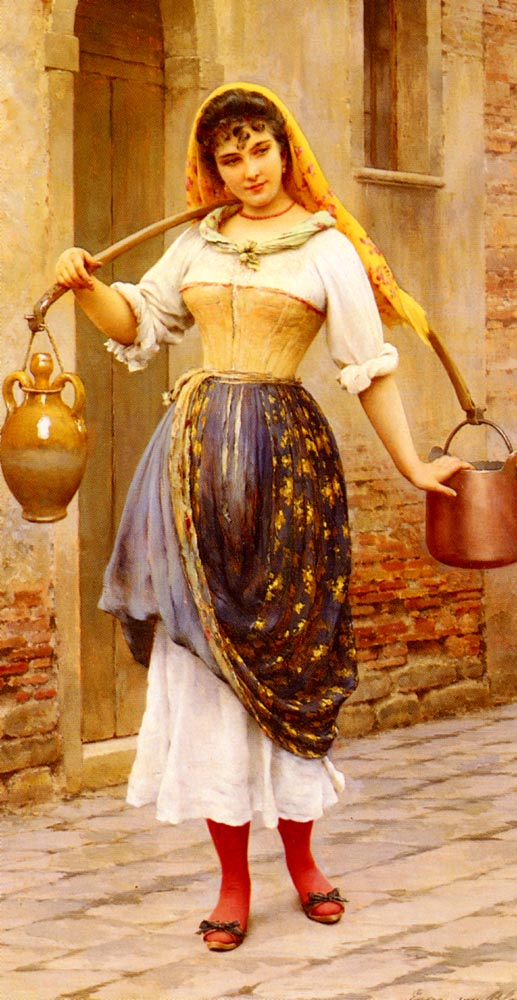
Trabalho
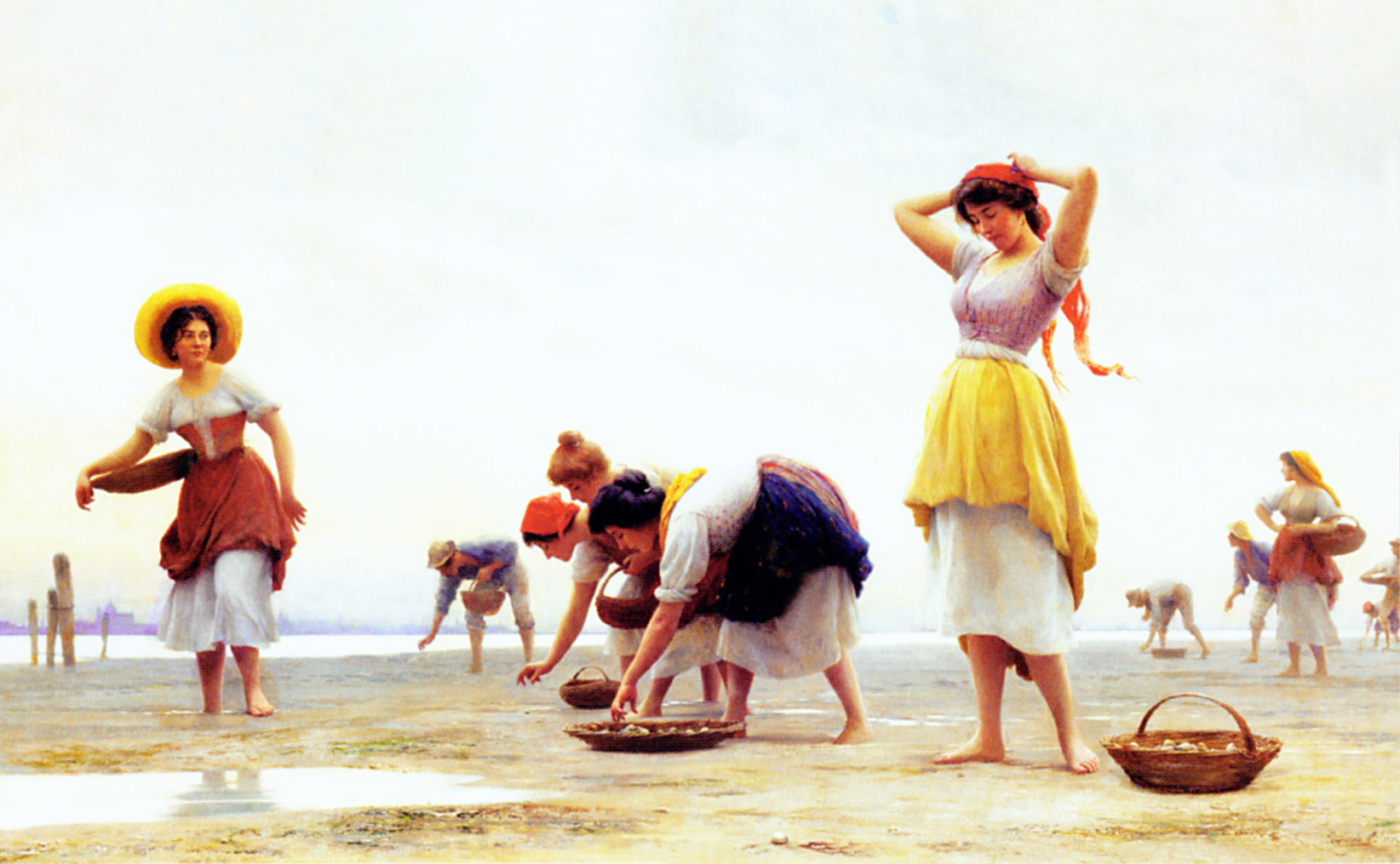
Coletores de Mexilhão